# Cynaeda puralis
Cynaeda puralis là một loài bướm đêm trong họ Crambidae.